# Аль-Баляд
Аль-Баляд (араб. البلد — Город) — девяностая сура Корана. Сура мекканская.  Состоит из 20 аятов.

## Содержание
Аллах поклялся Запретным городом Меккой, где живёт Мухаммед, что человек с самого рождения испытывает тяготы и трудности на протяжении всей своей жизни. Далее говорится, что человек возгордился и считает, что его мощь непобедима. Потом перечислены милости, которые Аллах оказал человеку: облегчил ему обращение на прямой путь и указал, как преодолеть скупость, чтобы стать одним из обитателей рая.

Нет, клянусь этим городом (Меккой)! ۝ Ты обитаешь в этом городе (или тебе будет дозволено сражаться в этом городе). ۝ Клянусь родителем и тем, кого он породил (Адамом и его потомством или Ибрахимом и его потомками, в том числе Исмаилом и Мухаммадом)! ۝ Мы создали человека в тяготах. ۝ Неужели он полагает, что никто не справится с ним? ۝ Он говорит: «Я погубил богатство несметное!» ۝ Неужели он полагает, что никто не видел его? ۝ Разве Мы не наделили его двумя глазами, ۝ языком и двумя устами? ۝ Разве Мы не указали ему на две восходящие тропы?  ۝ Но он не стал преодолевать крутую тропу. ۝ Откуда ты мог знать, что такое крутая тропа? ۝ Это - освобождение раба ۝ или кормление в голодный день ۝ сироту из числа родственников ۝ или приникшего к земле бедняка. ۝ А после этого надо быть одним из тех, которые уверовали и заповедали друг другу терпение и заповедали друг другу милосердие. ۝ Таковы люди правой стороны. ۝ Те же, которые не уверовали в Наши знамения, являются людьми левой стороны, ۝ над которыми сомкнётся Огонь.  
—  90:1—20 (Кулиев)